# 의령읍
의령읍(宜寧邑)은 대한민국 경상남도 의령군의 군청 소재지이다.

## 개요
교통의 요지이고, 농산물과 소의 집산이 성하며 부근에는 한지와 장판지 생산이 유명하다. 군내 명승 고적으로는 정곡면에 있는 지석묘군(支石墓群)을 비롯하여 봉황대와 봉황루·사약천을 비롯하여 바위·수도사 등이 있다.

## 연혁
의령읍은 의령군의 중심부에 있는 군청소재지로 관문의 역할을 하면서 행정, 상업의 중심지이며 교통의 요충지이다. 남강을 사이에 두고 함안군 군북면과 연접하고 뒷편에는 봉무산, 앞에는 남산을 사이에 두고 시가지가 형성되었다. 남강변은 비옥한 평야로서 쌀을 비롯하여 수박, 부추, 참외 등 시설채소로 소득을 높이고 있다. 특히 덕실지구는 산간 농촌지대에서 덕실정보화마을, 수암녹색체험마을 개관으로 농촌체험관광마을로 변신을 꽤하여 타 농촌마을의 모범사례가 되고있다. 시가지 앞 남산 아래 의병의 혼을 모시고 있는 충익사는 선조의 나라사랑 정신을 본받는 호국정신 함양 터로서 관광명소가 되었다. 특히 남강변의 정암루는 절경일 뿐만 아니라 임진왜란때 정암전투의 전적지로 이름났다. 원래 의령읍은 조선 태종 13년에는 본군이 의령현으로 승격되면서 풍덕면이었으나, 1922년 덕곡을 병합 의령면이라 칭하고, 1935년 13개면으로 조정될 때 화양면의 중촌(대산), 하촌(만천)을 병합하였고, 1979년 5월 1일 의령읍으로 승격되었다.

## 행정 구역
- 대산리
- 만천리
- 동동리
- 중동리
- 서동리
- 중리
- 상리
- 하리
- 무전리
- 정암리

## 교육
- 남산초등학교
- 의령초등학교
- 의령중학교
- 의령고등학교

## 문화재
- 벽화산성지 (경상남도 기념물 제64호)